# Бреден, Христиана фон
Христиана фон Бреден или Христина Бреден (нем. Christiane von Breden, нем. Christiane Breden, урождённая Фредерик (нем. Friderik), по первому мужу Нойбауэр (нем. Neupauer); 1839—1901) — австрийская писательница, поэтесса и театральная актриса

, более известная под псевдонимом «Ада Кристен» (нем. Ada Christen).

## Биография
Кристен Фредерик родилась 6 марта 1839 года в Вене; достаточного образования так и не получила и была скорее самоучкой. Лютеранка. Её отец был заключен в тюрьму за участие в революции 1848 года в Австрийской империи, и умер молодым, оставив семью в полной нищете. 

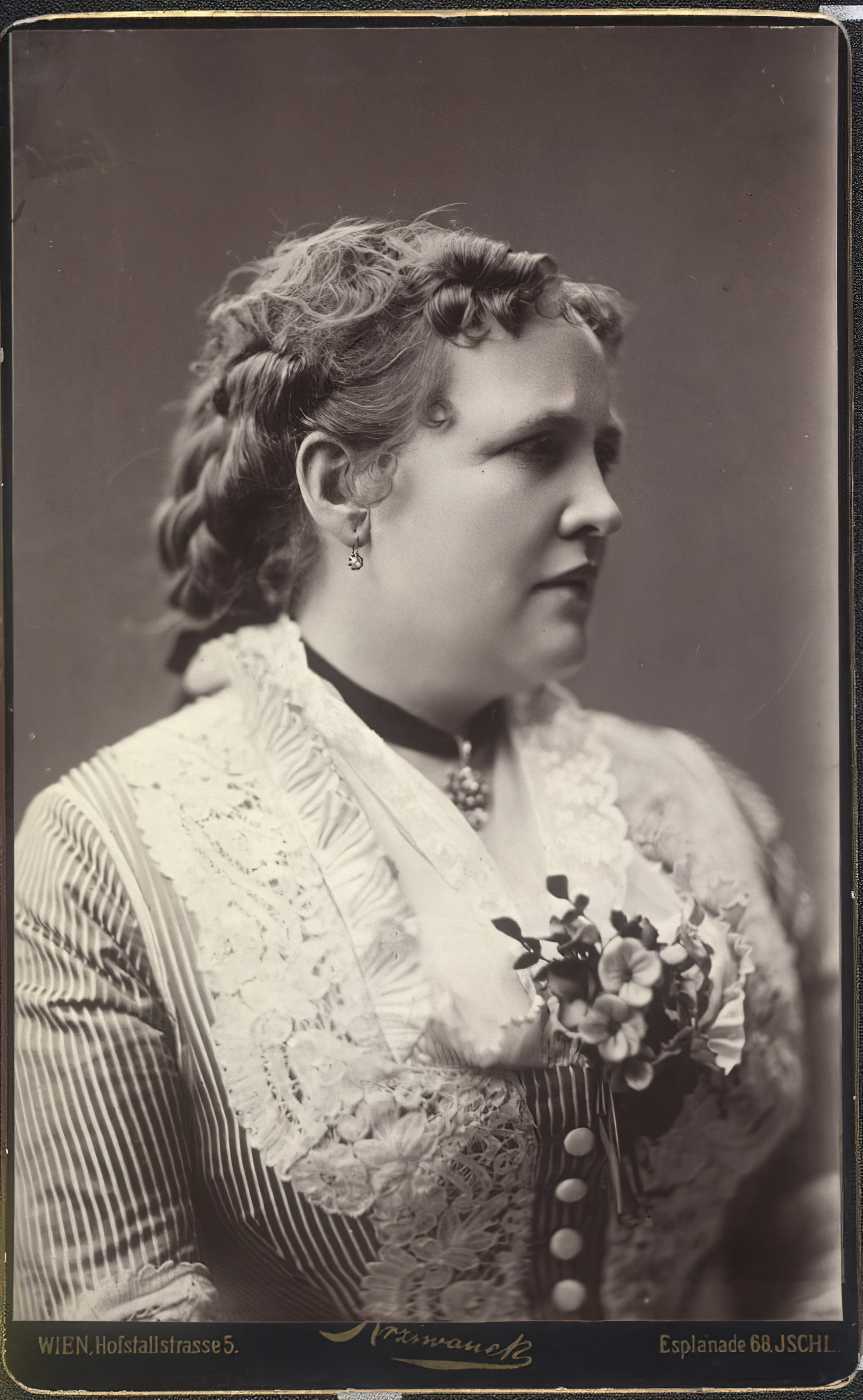
Ада Кристен
(фотограф Кшиванек, Рудольф)

Кристен стала актрисой в 15 лет, присоединившись к группе странствующих актеров. Она вышла замуж за Зигмунда фон Нойбауэра и вернулась в родной город. Её единственный ребенок умер в 1866 году, а ее первый муж, который страдал расстройством психики скончался в 1868 году. 
Её первое стихотворение «Lieder einer Verlorenen» было написано у смертного одра мужа и было  опубликовано при содействии литератора Фердинанда фон Заара. При поддержке друзей примерно в это время она начала публиковаться под псевдонимами в различных журналах. Её дебютное стихотворение уже пользовалось большой популярностью и в следующем году было опубликовано вновь. Всего она написала четыре сборника стихов. Она также писала рассказы и очерки о «выживании на обочине жизни».
Она повторно вышла замуж за дворянина Адальмара фон Бредена в 1873 году и с этим браком снова стала финансово обеспеченной. Брак позволил ей влиться в венскую элиту, пробившись в литературный кружок, к которому принадлежал и Людвиг Анценгрубер. 
Христиана фон Бреден умерла 19 мая 1901 года в Инцерсдорфе и была похоронена на Мацлайнсдорфском лютеранское кладбище.
Лирика Ады Кристен была очень популярна среди русских читателей семидесятых годов XIX века; её стихотворения переводили Михаловский, Плещеев, Ф. Миллер, Прахов и другие. Переводы её рассказов были изданы в «Изящной литературе».

## Библиография

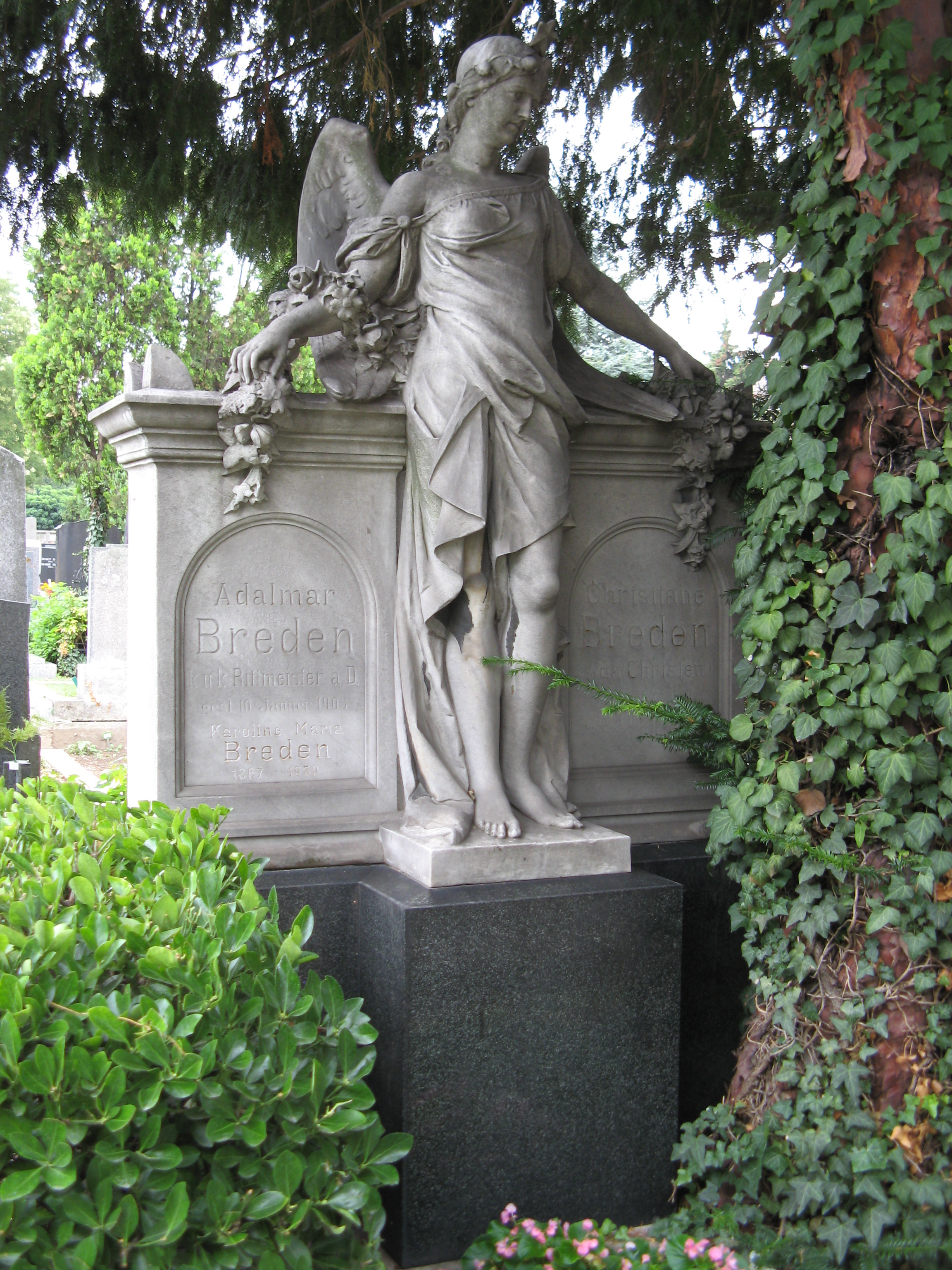
Могила Ады Кристен